# Alberta Ferretti
Alberta Ferretti (Gradara, 2 maggio 1950) è una stilista italiana.

## Biografia

### Gli inizi
Cresce nel mondo della moda grazie alla sartoria che la madre aveva a Cattolica, così fin da giovane coltiva senso estetico e nutre passione per il tale. La sartoria della madre chiude nel 1965 e lei, all'età di 18 anni, apre nel 1968 sempre a Cattolica il suo primo negozio, Jolly Shop, in cui si vendono diverse griffe ma anche qualche capo tessuto da lei realizzato. Nel 1974 firma la sua prima collezione e nel 1980 fonda con il fratello Massimo l'azienda Aeffe. Nel 1981 apre lo showroom a Milano, e due anni più tardi le sue creazioni debuttano nelle passerelle milanesi.
Nel 1983 inizia la collaborazione con Franco Moschino, nel 1984 nasce la seconda linea con il marchio Philosophy di Alberta Ferretti, dal 2014 ridenominato Philosophy by Lorenzo Serafini. Nel 1988 firma un accordo di collaborazione con il designer turco Rifat Ozbek, nel 1994 con lo stilista Jean Paul Gaultier per la produzione e la distribuzione delle linee prêt-à-porter. Sempre nello stesso anno inizia la restaurazione del Castello di Montegridolfo, nei pressi di Rimini: un lavoro di sei anni che, in collaborazione con il Comune di Montegridolfo e la Regione Emilia-Romagna,  riporterà alla vita il piccolo borgo medievale. Quell'anno inaugura anche Palazzo Donizetti, la sede di Milano. L'edificio, costruito in uno stile eclettico intorno al 1920, è considerato opera di Piero Portaluppi, un insigne esponente del Novecento milanese.
Nel 1996 sbarca negli Stati Uniti: nasce Aeffe Usa con l'apertura di uno showroom a New York sulla 56ª strada in un edificio disegnato da C.P.H. Gilbert nel 1902 per il banchiere Henry Seligman. E nel 1997 stipula un altro accordo di collaborazione con Narciso Rodriguez.
Gli abiti firmati da Alberta Ferretti, nel corso degli anni, sono stati indossati sui red carpet più fotografati del mondo da ambasciatrici come Sandra Bullock, Susan Sarandon, Katy Perry, Dua Lipa, Juliette Binoche, Céline Dion, Chiara Ferragni, Regina King, Amal Clooney, Jane Fonda, Glenn Close, Anna Oxa molte altre. Alberta Ferretti è stata scelta anche come stilista personale delle nozze della showgirl Elena Santarelli con il calciatore Bernardo Corradi, con ben due abiti da sposa disegnati per lei dalla designer. Gli abiti sono diventati iconici per la loro classicità ed estrosità al tempo stesso.

### Aeffe Fashion Group
Nel 1999 rileva il 70% della Moonshadow, proprietaria del marchio Moschino. Con la fusione e incorporazione di Monnshadow in Moschino spa, prende vita Aeffe Fashion Group che nel corso degli anni diventerà uno dei principali gruppi mondiali nel design, nella produzione e distribuzione di beni di lusso. Nel 2001, anno in cui lancia le collezioni intimo e mare Alberta Ferretti, acquisisce il pacchetto di controllo di Pollini, l'azienda di San Mauro Pascoli specializzata in calzature, borse e accessori in pelle che già realizza collezioni per Aeffe. Qualche anno più tardi rileverà anche la partecipazione di minoranza (il 28%) per 1,2 milioni di euro, diventandone l'unica proprietaria.
Dal 2003 accentua la sua presenza nelle maggiori capitali mondiali aprendo boutique monomarca a Mosca e a Parigi oltre a quelle già esistenti a Milano, Roma, Tokyo, New York, Londra, Taipei. Nel 2006 apre altre boutique monomarca a Kaliningrad in Russia e a Jeddah in Arabia Saudita: quell'anno sono ormai 190 i punti vendita, esclusivi e in franchising, aperti. Nel 2007 presenta per la prima volta la sua pre-collezione con una sfilata a New York, nella sede di Aeffe Usa mentre al Pitti Bimbo presenta la nuova linea Alberta Ferretti Girls dedicata alle bambine. Sempre quell'anno lancia anche una collezione sport e tempo libero chiamata PHILO-sophy.
Nel 2007, con i ricavi che hanno raggiunto i 270 milioni di euro, decide di quotare Aeffe alla Borsa di Milano.  Nel 2008 stipula un accordo di licenza mondiale con Elisabeth Arden per lo sviluppo, il marketing e la distribuzione del profumo Alberta Ferretti, e apre il primo flagship store americano a Los Angeles in 8626 Melrose Avenue. Nel 2011 disegna una linea con Emma Watson chiamata Pure Threads, nel 2014 partecipa a Project Runway Italia in veste di giudice di gara, nel 2018 firma le nuove divise dell'Alitalia dopo solo 18 mesi dalle ultime realizzate da Etihad Airways, la compagnia aerea degli emirati arabi, con uno strascico di polemiche.
Boutique monomarca sono presenti a Milano, Roma, Capri, Parigi, Londra, Shanghai, Mosca, Kiev, Kuwait City, Jeddah, Doha, Beirut, Taipei e Montecarlo. Dal 2010 è disponibile una boutique online che è gestita direttamente.
Il 24 settembre 2024 Alberta Ferretti ha lasciato la direzione creativa dopo 43 anni.

## Vita privata
Alberta Ferretti è sposata con l’anestesista Giuseppe Campanella. La coppia ha avuto un figlio, Simone, amministratore delegato della società Aeffe. In precedenza la stilista aveva già avuto un altro figlio, Giacomo.

## Onorificenze e riconoscimenti
- 1998 - Viene nominata Cavaliere del lavoro dal Presidente della Repubblica Italiana Oscar Luigi Scalfaro.
- 2000 - Le viene conferita la laurea honoris causa in Conservazione dei Beni Culturali per il recupero di Montegridolfo.
- 2005 - Roma: riceve il Premio alla Carriera dal Sindaco Walter Veltroni e presenta, nella suggestiva Piazza del Campidoglio, la sua prima collezione Prêt-à-Couture.
- 2005 - New York: le viene conferito il premio The Romantics dall'International Fashion Group in occasione dell'evento annuale Night of Stars.
- 2008 - Riceve il premio come migliore stilista dell'anno da Marie Claire Spagna.
- 2018 - Alla Camera dei deputati a Roma riceve il Premio America della Fondazione Italia USA.[13]